# Кризис в Нигере
Ниге́рский кри́зис — условное название событий, связанных с военным переворотом, который произошёл в Нигере в июле 2023 года, и его последствиями.
26 июля 2023 года президентская гвардия Нигера задержала президента государства Мохаммеда Базума, а командующий президентской гвардией генерал Абдурахман Тчиани провозгласил себя лидером переходного правительства. В ответ 30 июля 2023 года Экономическое сообщество западноафриканских государств (ЭКОВАС) дало лидерам государственного переворота в Нигере недельный срок для того, чтобы вернуть власть Базуму или столкнуться с международными санкциями и применением силы. Этот срок истек 6 августа 2023 года. ЭКОВАС ранее вмешивалась в события в Гамбии, чтобы преодолеть конституционный кризис 2016—2017 годов.

## Предыстория
26 июля 2023 года солдаты Национальной гвардии Нигера задержали президента государства Мохамеда Базума. Другая группа военных объявила о его свержении, закрыла границы государства, приостановила деятельность государственных учреждений и объявила комендантский час, сформировав Национальный совет по охране Родины, которая 28 июля провозгласила командующего президентской гвардией генерала Абдурахамана Тчиани главой переходного правительства.

## Кризис

### 29 июля
Национальный совет по охране Родины в заявлении, зачитанном старшим полковником Амаду Абдраманом на Tele Sahel, обвинил ЭКОВАС в намерении одобрить «план агрессии против Нигера посредством неминуемой военной интервенции в Ниамее при поддержке некоторых западных стран» и предупредил о «твёрдой решимости» хунты защищать страну. По данным Совета, вопрос об интервенции был в повестке саммита ЭКОВАС, созванного на следующий день.
Совет мира и безопасности Африканского союза выдвинул ультиматум, согласно которому, если солдаты «немедленно и безоговорочно не вернутся в свои казармы и не восстановят конституционную демократию в течение максимум пятнадцати дней», блок будет вынужден принять «необходимые действия, включая карательные меры против виновных».

### 30 июля
ЭКОВАС предъявило военной хунте Нигера ультиматум о восстановлении Базума в должности президента в течение недели. В коммюнике, зачитанном председателем Комиссии ЭКОВАС Омаром Туреем на внеочередном саммите, созванном в Абудже в ответ на государственный переворот, члены ЭКОВАС заявили, что, если их требования не будут выполнены, они «примут все меры, необходимые для восстановления конституционного порядка в Республике Нигер» и что «такие меры могут включать применение силы».
В тот же день тысячи нигерцев, поддерживавших переворот, собрались на концертной площади Ниамея перед Национальным собранием и направились к посольству Франции с нигерскими и российскими флагами. Они выкрикивали лозунги «Долой Францию, долой „Бархан“, нам плевать на ЭКОВАС, Европейский союз и Африканский союз!», «Арестуйте бывших высокопоставленных лиц, чтобы они вернули украденные миллионы», и «Долой Францию, да здравствует Путин!». Демонстранты призывали к немедленному вмешательству ЧВК «Вагнер». Стены и ворота французского посольства были подожжены и повреждены, при этом нигерские военные во главе с генералом Салифу Моди призывали толпу мирно разойтись.

### 31 июля
По поручению ЭКОВАС президент Чада Махамат Деби встретился с генералом Тчиани и президентом Базумом в президентском дворце в Ниамее. Администрация президента Чада опубликовала фотографии встречи, отметив первое появление Базума после переворота. Тем временем полковник Абдурахман обвинил Хассуми Массауду, всё ещё называвшего себя исполняющим обязанности главы государства, в санкционировании нападения французов на президентский дворец с целью освобождения Базума. Министерство иностранных дел Франции отрицало существование подобных планов.
Министр нефти Махамане Сани Махамаду (сын бывшего президента Махамаду Иссуфу), министр горнодобывающей промышленности Усейни Хадизату и глава национального исполнительного комитета ПДСН Фумакойе Гадо 31 июля были арестованы военной хунтой (неделей ранее арестовали министра транспорта Умару Малама Альмы и бывшего министра обороны Каллы Мутари).

### 1 августа
Военная хунта объявила об открытии границ Нигера с Алжиром, Буркина-Фасо, Мали, Ливией и Чадом.

### 2 августа
Сообщалось о веерных отключениях электроэнергии в городах Нигера, в которых государственная электроэнергетическая компания Nigelec обвинила Нигерию; передающая энергию нигерийская компания отказалась от комментариев. Анонимный источник сообщил «Би-би-си», что отключения проводились в соответствии с директивой президента Нигерии Бола Тинубу.
Военачальники государств-членов ЭКОВАС встретились в Абудже (Нигерия), чтобы обсудить ситуацию в Нигере. Inside Nigeria узнал о секретном приказе нигерийским военным созвать подразделения для военной операции против Нигера, мобилизовать вооружённые силы и установить бесполётную зону. Через несколько часов Кот-д’Ивуар выступил с заявлением, в котором поддержал санкции ЭКОВАС и заявил об участии страны в подготовке военной интервенции в Нигер.
Делегация хунты во главе с генералом Салифу Моди отправилась в Бамако (Мали), а затем в Уагадугу (Буркина-Фасо). Предположительно её целью было запросить поддержку у ЧВК «Вагнер», имеющей присутствие в Мали.
В телеобращении к нации генерал Тчиани назвал санкции, введённые против страны, «циничными и несправедливыми», и сказал, что они направлены на «унижение» сил безопасности Нигера и превращение страны в «неуправляемую». Он уверял, что его режим не поддастся на такие угрозы, и призвал граждан защищать страну.

### 3 августа
ЭКОВАС направило ещё одну делегацию в Нигер для переговоров с хунтой, на этот раз во главе с бывшим нигерийским военачальником Абдулсалами Абубакаром, а также с султаном Сокото Мухаммаду Саадом Абубакаром и Омаром Туреем, президентом Комиссии ЭКОВАС. Абдель-Фатау Мусах, комиссар ЭКОВАС по политическим вопросам, миру и безопасности, сказал, что «военный вариант — это самый последний вариант, крайняя мера, но мы должны быть готовы к такому». Однако делегаты не смогли встретиться с генералом Тчиани или с другими членами хунты и уехали в тот же день.
Ещё одна демонстрация в поддержку переворота прошла на площади Независимости в Ниамее по случаю 63-го Дня независимости Нигера. На этот раз силы безопасности перекрыли дороги, ведущие к посольствам Франции и США, чтобы предотвратить нападения и акты вандализма. Министр иностранных дел Сенегала Айссата Талл Салл и её коллега в Бенине Шегун Аджади Бакари подтвердили, что их страны будут участвовать в военной интервенции в Нигер, если это будет одобрено ЭКОВАС.
Военная хунта прекратила трансляцию программ France 24 и Radio France Internationale (RFI), как это произошло несколькими месяцами ранее в Мали и Буркина-Фасо. Каждую неделю за France 24 следила четверть населения Нигера, а RFI была самой популярной международной станцией в стране. Оба СМИ опротестовали это решение. Хунта также объявила о выходе Нигера из военного соглашения с Францией, включая разрешение на размещение французских войск в стране. В отдельном заявлении после провала мирных переговоров Национальный совет по охране Родины приказал отозвать послов Нигера во Франции, Нигерии, Того и США. В ответ Франция заявила, что приняла к сведению действия хунты, но напомнила им, что сделки были подписаны с легитимными властями.
В статье, опубликованной в The Washington Post, президент Базум, называя себя заложником, призвал США и международное сообщество восстановить конституционный порядок в Нигере, а также оградить африканский регион от влияния России через ЧВК «Вагнер», предупредив, что переворот будет иметь разрушительные внутренние и международные последствия.

### 4 августа
Хунта отменила комендантский час, введённый с 26 июля.
Президент Нигерии Бола Тинубу обратился к Сенату с просьбой санкционировать интервенцию в Нигер. В это же время на границе с Нигером сосредоточились нигерийские войска.
Бывший советник президента Базума сообщил CNN, что около 130 должностных лиц избранного правительства были арестованы после переворота, а многие другие скрылись.
Соединённые Штаты Америки объявили, что приостанавливают «некоторые программы иностранной помощи в пользу правительства Нигера», но уточнили, что они это не включает в себя гуманитарную и продовольственную помощь, а также дипломатические операции и операции по обеспечению безопасности для защиты американского персонала.
Буркина-Фасо повысила уровень боевой готовности своих вооружённых сил до «состояния войны».
Джихадисты Исламского государства напали на колонну малийских солдат, направлявшуюся в Нигер, в результате чего погибло 20 человек.

### 5 августа
Появились сообщения о том, что хунта через генерала Салифу Моди (посол Нигера в Объединённых Арабских Эмиратах) официально обратилась за помощью к ЧВК «Вагнер» во время визита в Мали. Также источники сообщили, что в столицу Нигера Ниамей из Мали прибыли инструкторы и специалисты по безопасности ЧВК.
После встречи с премьер-министром Ухумуду Махамаду в Париже министр иностранных дел Франции Катрин Колонна заявила о поддержке страной интервенции ЭКОВАС в Нигер, не уточнив, будет ли Франция оказывать военную поддержку.
Сенат Нигерии отклонил просьбу президента Тинубу санкционировать военное вмешательство в Нигер и вместо этого призвал его разрешить кризис дипломатическими средствами. Однако конституция Нигерии по-прежнему позволяет президенту размещать войска за границей без одобрения Сената, если президент считает, что национальная безопасность находится под «неминуемой угрозой».
Чад объявил, что не будет участвовать в военной интервенции под руководством ЭКОВАС против хунты.

### 6 августа
Недельный срок, отведенный военной хунте на возврат власти Базуму истёк, а ЭКОВАС не выполнило свою угрозу вторжения. Однако источники WSJ рассказали, что организации требуется больше времени на подготовку к интервенции.
В Ниамее около 30 000 человек присоединились к демонстрации сторонников хунты на стадионе «Генерал Сейни Кунче», в которой также участвовал член хунты генерал Мохамед Тумба. Хунта призвала граждан быть готовыми защищать родину.
Президент Алжира Абдельмаджид Теббун выразил своё несогласие с любой военной интервенцией, заявив, что «она может воспламенить весь регион Сахеля, и Алжир не будет применять силу в отношении своих соседей».
Хунта дала Франции 30 дней на то, чтобы её войска покинули Нигер, в соответствии с Соглашением о военно-техническом сотрудничестве 1977 года. Она снова закрыла воздушное пространство страны, сославшись на угрозу военной интервенции, а официальный представитель полковник Абдраман заявил, что в рамках подготовки к интервенции в двух центральноафриканских странах была проведена предварительная переброска сил.

### 9 августа
Военная хунта заявила, что французские военные атаковали национальную гвардию Нигера, а также вернули свободу «группе террористов», после чего эти «террористы» приняли участие в «совещании по подготовке нападения на позиции военных в районе зоны трех границ между Нигером, Буркина-Фасо и Мали». Также было заявлено, что утром 9 августа воздушное пространство Нигера нарушил французский военный самолёт, вылетевший из Нджамены (Чад). МИД Франции в ответ на это заявило, что никаких нападений на базы в Нигере не происходило и «ни одного террориста не было освобождено из заключения французскими силами, которые многие годы, рискуя своими жизнями, борются с террором в зоне Сахеля», а пролёт французского самолёта над Нигером был согласован в письменной форме.

### 10 августа
ЭКОВАС приняло решение сохранить вариант военной интервенции в Нигере, тем самым прокладывая путь для мобилизации сил, которые должны состоять в основном из нигерийских и сенегальских войск.

### 5 сентября
Франция начала переговоры о выводе своих войск из Нигера.

### 10 октября
Начался вывод французских войск, который продлится до декабря 2023.

### 22 декабря
Последние солдаты Франции покинули страну.

### 2 января 2024
МИД Франции сообщил о закрытии посольства в Нигере.

### Март 2024
Военные разорвали договор с США и потребовали немедленно убрать 1 тыс. чел с территории страны.